# Cladopsammia
Genre
Cladopsammia est un genre de coraux durs de la famille des Dendrophylliidae.

## Liste d'espèces
Selon World Register of Marine Species (19 janvier 2019) :
- Cladopsammia echinata Cairns, 1984
- Cladopsammia eguchii Wells, 1982
- Cladopsammia gracilis Milne Edwards & Haime, 1848
- Cladopsammia manuelensis Chevalier, 1966
- Cladopsammia rolandi Lacaze-Duthiers, 1897
- Cladopsammia willeyi Gardiner, 1899

## Publication originale
- Lacaze-Duthiers, 1897 : Archives de zoologie expérimentale et générale. sér. 3, vol. 25, n. 5, pp. 1-736 (texte intégral) (fr).